# Nowa sztuka pisania komedii w dzisiejszych czasach
Nowa sztuka pisania komedii w dzisiejszych czasach – pisany wierszem traktat Lopego de Vegi, który wygłosił w Madrycie w 1609 roku przed Akademią, czyli stowarzyszeniem poetów i pisarzy, które miało na celu rozwój i rozpowszechnianie literatury. Autor wyznaje w nim swoje sukcesy i porażki w celu obrony swojej wizji teatru przed środowiskiem akademickim. Lope stworzył nową formułę hiszpańskiego teatru Złotego Wieku, która różni się od klasycznych komedii przede wszystkim tym, że zrywa z zasadą trzech jedności oraz łączy tragizm z komizmem. Lope przedstawia swoją teorię dramatu oraz podaje praktyczne zasady, którymi powinni kierować się dramaturdzy. Określa dobór tematu, postaci, zastanawia się nad słusznością użycia zasady trzech jedności. W przedstawianym utworze mówi też o czasie trwania przedstawienia oraz podstawowych zasadach realizacji scenicznej. Wyrażenie „nowa sztuka” (comedia nueva) określa zbiór norm, według którego powinny być pisane komedie.

## Przyczyny powstania
Lope napisał Nową sztukę… aby bronić formuły comedia nueva przed narastającą krytyką ze strony swoich rywali (między innymi Cervantesa) oraz tych, którzy byli zwolennikami pisania sztuki według reguł Arystotelesa.
W czasach Lopego de Vegi termin „sztuka” zarezerwowany był dla dzieł stworzonych według klasycznych standardów, ale autor, posługując się w tytule przymiotnikiem ,,nowy”, chciał zasugerować możliwość wyjścia poza te schematy. Lope de Vega chciał ustanowić zasady właściwe dla teatru tamtych czasów, którego był zresztą jednym z najlepszych przedstawicieli.
W madryckich corrales de comedias w przedstawieniach uczestniczyła różnorodna widownia. Byli wśród niej zarówno ubodzy analfabeci jak i osoby uczone, zamożne czy arystokraci. Dramaturg głosił pogląd, że trzeba respektować gusta i zachowania tej rozmaitej publiczności, więc stworzył formułę sceniczną, która miała zadowolić tak różnorodną publiczność.
W Hiszpanii w XVI i XVII wieku termin „komedia” określał jakąkolwiek sztukę teatralną, bez brania pod uwagę czy wywołuje śmiech u oglądających. Jednakże Lope wprowadza rozróżnienie między komedią (przyjemny utwór ze szczęśliwym zakończeniem), tragikomedią (połączeniem elementów szczęśliwych i smutnych) oraz tragedią (w której występują postaci szlacheckie, a jej zakończenie jest katastroficzne).
W Nowej sztuce… Lope de Vega próbuje uwspółcześnić zasady pisania komedii i bronić swojej wizji teatru opartego na gustach ówczesnej epoki, a nie na klasycznych regułach. Deklaruje, że zna Poetykę Arystotelesa, a nawet, że skomponował kilka komedii zgodnie z jego zasadami, ale jednak zauważył potrzebę zmiany, ponieważ czasy wymagają innego typu spektaklu niż ten dawny. W gruncie rzeczy, Lope próbuje interpretować uczucia, gust i wartości widzów i według nich stworzyć swój teatr. Co więcej, uważa, że powinno się go tworzyć w zgodności z czasem, w którym się żyje.
Lope de Vega chce dostosować spektakl do widzów, ponieważ uważa, że jest to po prostu sprawiedliwe. To oni płacą za oglądanie go i powinni dostać coś, co im się spodoba. Tym samym, to właśnie gust owej różnorodnej publiczności (vulgo) teraz staje się miarą wartości dzieła teatralnego. Badacze spierają się, kogo Lope określał terminem vulgo – czy miał na myśli ogół publiczności, czy tylko najbiedniejszych i niewykształconych widzów. Jednak najbardziej prawdopodobna wersja wskazuje, że określenie vulgo, które na polski jest tłumaczone, jako gmin, lud, pospólstwo oznaczało „ogół ludzi należących do biedniejszej i nieoświeconej warstwy społecznej”.
Lope chciał też uczynić sztuki bardziej naturalnymi, ponieważ tworzenie ich trzymając się sztywnych starych reguł sprawiało, że wydawały się sztuczne. Lope podzielał pogląd, że sztuka powinna pokazywać prawdziwe życie i obyczaje oraz że zachowanie postaci i zdarzenia muszą być prawdopodobne.

## Struktura
Nową sztukę pisania komedii można podzielić na trzy części:
- Część pierwsza (wersy: 1-146) stanowi rodzaj prologu, w którym Lope, oprócz uzasadnienia celu napisania swojego tekstu, dokonuje klasycznych procesów retorycznych, takich jak captatio benevolentiae (łac. pozyskanie przychylności audytorium) oraz pokazuje swoją erudycję. Są to działania wymuszone przez wykształconą publiczność, do której Lope zwraca się w swoim wystąpieniu.

- Część druga (wersy: 147-361) stanowi część przewodnikową, w której według kluczowych koncepcji retorycznych znajdują się kolejno: kompozycja, elokucja, inwencja i perora. W kompozycji zajmuje się koncepcją tragikomedii i broni połączenia tragizmu z komizmem. Porusza też zasadę trzech jedności Arystotelesa, którą reinterpretuje, na przykład uzależnia zasadę jedności                                                                    czasu i miejsca od prawdopodobieństwa, a nie od prawdy absolutnej, a podział fabuły na trzy akty dostosowuje liniowo do porządku: wprowadzenie, punkt kulminacyjny i rozwiązanie akcji[16]. W pierwszym akcie powinno się przedstawić konflikt dramatyczny, w  drugim go rozwinąć, a punkt kulminacyjny wprowadzić dopiero w połowie trzeciego aktu i, tym samym, jak najpóźniej przedstawić rozwiązanie jego rozwiązanie, aby jak najdłużej podtrzymać uwagę widza[17] („Zawsze oszukuj oczekiwania, a tam, gdzie widzisz, że coś się wyjaśnia, odsuń jak najdalej to, co się zapowiada”[18]). Koncepcja tragikomedii jest tą, która najbardziej wyraźnie zrywa z klasycznymi regułami. Obejmuje ona nie tylko rozgraniczenie wątków w zależności od warstwy społecznej bohaterów, ale także połączenie w tym samym dziele śmiechu oraz powagi. Jest to zresztą koncepcja bardzo barokowa z powodu poszukiwania różnorodności i łączenia przeciwstawnych elementów w tym samym dziele[19]. Lope zrywa z jednością czasu sugerowaną w klasycznej komedii („Nie trzeba zważać na to, by upływ czasu w jednym dniu się zamknął, chociaż Arystoteles to radzi”[20]) Lope sugeruje, że akcja powinna odbywać się w jak najkrótszym czasie, a w przypadkach, gdy jest to niemożliwe (jak na przykład w dziełach historycznych) wprowadzenie intermedium (w teatrze hiszpańskim nazywany entremés) może spowodować, że widz będzie naturalnie zakładał, że między jednym a drugim aktem upłynęła duża ilość czasu[21]. W części poświęconej elokucji zajmuje się językiem. Lope zwraca uwagę na problem decorum, dla którego wprowadza subtelne rozróżnienie między językiem dramatycznym a poetyckim i tym samym wyznacza różne poziomy językowe. Kwestie bohaterów są zapisane różnymi typami strof i sonetów, ponieważ użycie wersyfikacji zależy od sytuacji i rozmówców[22]. Język postaci ma być dopasowany do jej roli i statusu społecznego. Co więcej, język nie ma zawierać dziwnych i wymyślnych wyrażeń, ma być „czysty”[17] („Nie przytaczaj Pisma i niech język nie razi dziwnymi wyrażeniami”[23]). W tej części Lope omawia również metrykę i figury retoryczne. W części związanej z inwencją rozważa, jaka powinna być tematyka sztuk dramatycznych. Za szczególnie istotny uważa temat honoru, czci i godności[24](„Sprawy honoru są lepsze, ponieważ silnie poruszają wszystkich ludzi”[25]). Wyjaśnia też jaki ma być czas trwania sztuki i wykorzystana w niej satyra. Twierdzi, że powinna ona mieć charakter ogólny, a nie zindywidualizowany. Musi być również opanowana i umiarkowana, ponieważ brak tych cech spowodował, że w innych epokach zakazywało się komedii[26]. Wreszcie, w części o perorze zajmuje się tematem przedstawienia dekoracji i kostiumów. Poleca, na przykład, aby kobiety przebierały się za mężczyzn.

- Część trzecia (wersy: 362-389) jest epilogiem.

### Odniesienia
Aby pokazać różnicę między nową komedią a tradycyjną, Lope konfrontuje ich cechy. Najczęściej odnosi się do tekstu Francesca Robortello i jego De comoedia (1548), którego pomysły na temat komedii są sztywne, ortodoksyjne i akademickie, a idea Lopego jest zupełnie inna.

### Styl[28]
Badacze twierdzą, że trudno jest zdefiniować Nową sztukę… pod względem gatunkowym, ale najczęściej określa się ją jako traktat, poemat dydaktyczny lub wykład doktrynalny. Subiektywny tekst utworu pasuje do modelu poetyckiego listu w stylu Horacego. Nowa sztuka… napisana jest białym wierszem (jedenastozgłoskowiec). Lope pisał ten tekst z myślą o publicznej lekturze, co jest widocznie odzwierciedlone w tekście (m.in. jest wiele zwrotów do słuchaczy). Utwór zawiera fragmenty pisane poważnie oraz humorystycznie. W tekście zwraca się do jej członków z szacunkiem, ale we fragmentach, co do których podejrzewał, że Akademia będzie miała odmienne zdanie od niego, używa ironii. Ironiczne jest również użycie banalnych rymów przez tak utalentowanego autora.